# Martina Strutz
Martina Strutz (Alemania, 4 de noviembre de 1981) es una atleta alemana, especialista en la prueba de salto con pértiga, con la que llegó a ser subcampeona mundial en 2011.

## Carrera deportiva
En el Mundial de Daegu 2011 gana la medalla de plata en salto con pértiga, con una marca de 4,80 metros que supuso el récord nacional alemán, tras la brasileña Fabiana Murer y por delante de la rusa Svetlana Feofanova (bronce).